# Meminisse iuvat
Meminisse iuvat è la XL e ultima lettera enciclica di papa Pio XII.